# Panara aureizona
Panara aureizona är en fjärilsart som beskrevs av Butler 1874. Panara aureizona ingår i släktet Panara och familjen Riodinidae. Inga underarter finns listade i Catalogue of Life.